# Christian Zugel

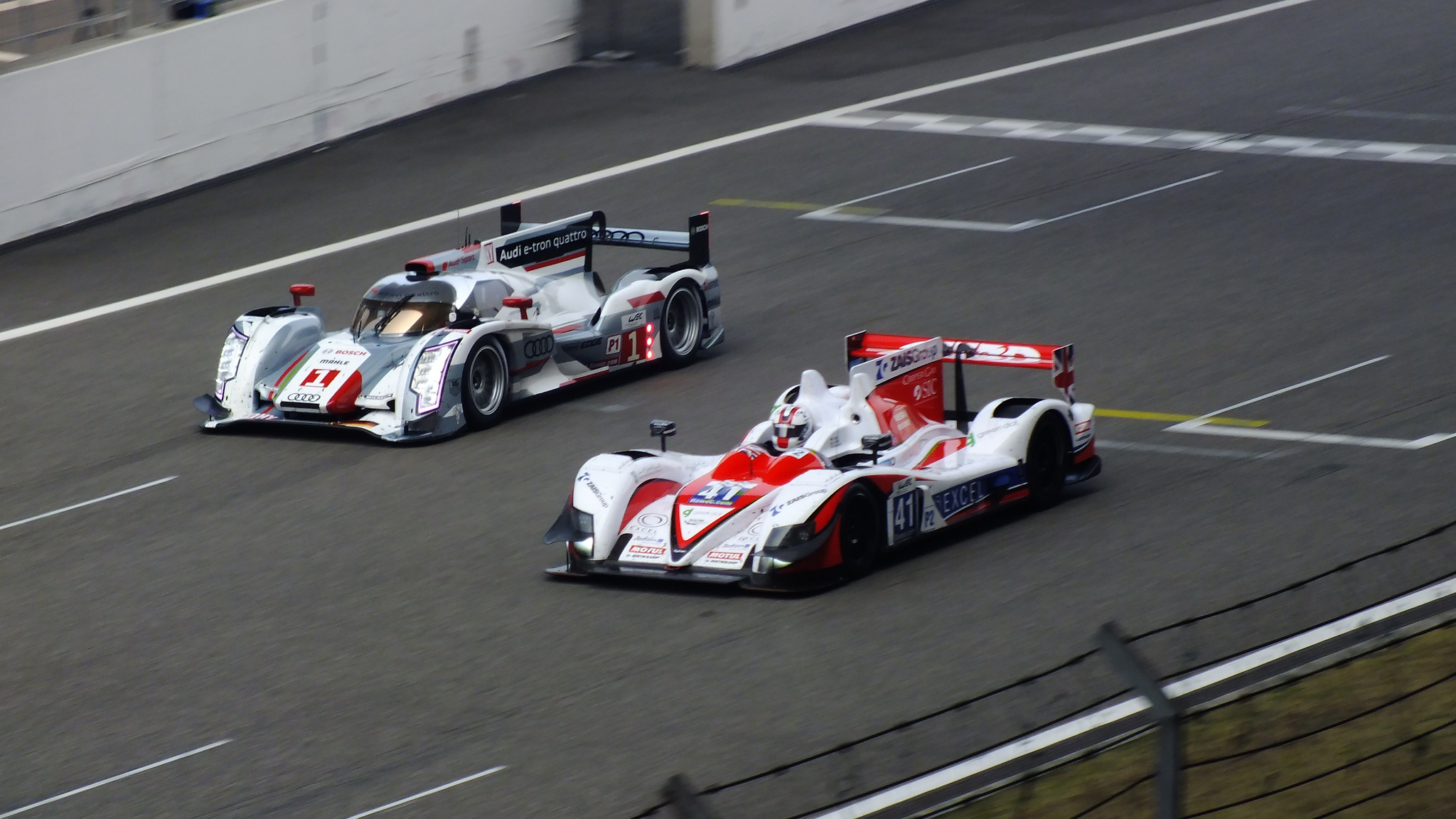
Christian Zugel im Zytek Z11SN (rechts) beim 6-Stunden-Rennen von Shanghai 2012

Christian Zugel (* 6. Juni 1960 in Stuttgart) ist ein deutscher Unternehmer und ehemaliger Autorennfahrer. Zugel nahm 2012 an der FIA-Langstrecken-Weltmeisterschaft (WEC) teil. Er ist CIO und Gründer des Vermögensverwaltungsunternehmens Zais Group.

## Karriere
Zugel war schon in jungen Jahren am Motorsport interessiert, allerdings konnte ihm seine Familie nicht die notwendige finanzielle Unterstützung für den Rennsport zukommen lassen. Zugel arbeitete stattdessen in der Finanzdienstleistungsbranche. Zunächst arbeitet er für JPMorgan Chase & Co. in Frankfurt am Main und London, 1991 zog er nach Singapur. In Asien machte Zugel erste Erfahrungen im Amateurrennsport. Nachdem er 1995 beruflich in die Vereinigten Staaten gezogen war, machte er sich 1997 selbstständig und gründete die Zais Group, ein Vermögensverwaltungsunternehmen.
2004 nahm Zugel seine Motorsportkarriere in den Vereinigten Staaten wieder auf und trat in einem Porsche zunächst zu Amateurrennen an. 2006 nahm Zugel beim 24-Stunden-Rennen von Daytona erstmals an einem großen Motorsportrennen teil. Zusammen mit John Burke, Ryan Eversley und Gunnar Jeannette erreichte er den 38. Platz von 70 Startern. In der nächsten Zeit fungierte Jeannette als Fahrlehrer für Zugel, der an historischen Autorennen teilnahm.
2010 entschied sich Zugel, im professionellen Motorsport anzutreten. Zusammen mit Jeannette und Elton Julian trat Zugel in der LMPC-Klasse der American Le Mans Series (ALMS) für das Green Earth Team Gunnar an. Während der Saison wechselte Zugel zu Genoa Racing, da Jeanette und Julian ohne ihn bessere Chancen auf den Gewinn der LMPC-Wertung hatten. Zugel wurde mit zwei Podest-Platzierungen Sechster der LMPC-Wertung. Zudem ging er bei drei Rennen der Cooper Tires Prototype Lites Championship an den Start. 2011 blieb Zugel bei Genoa Racing in der ALMS und schloss die Saison auf dem elften Platz der LMPC-Wertung ab. Darüber hinaus nahm er in Europa an der Le Mans Series teil. Dort startete er zusammen mit Julian und Jens Petersen für Genoa Racing zu drei Rennen in der FLM-Klasse, dem Pendant zur LMPC-Klasse. Die standen dabei zweimal als Zweiter auf dem Podium und wurden in der FLM-Wertung Dritter.
Zugel hatte in den zwei Jahren in LMPC-Fahrzeugen eine Begeisterung für Le-Mans-Prototypen entwickelt und bemühte sich zusammen mit Julian um ein Cockpit in der neugegründeten FIA-Langstrecken-Weltmeisterschaft (WEC). Nachdem Zugel mit acht Rennställen in Kontakt war, entschied er sich für ein LMP2-Cockpit bei Greaves Motorsport in einem Zytek Z11SN-Nissan. Zugel und Julian erhielten dort Ricardo González als Teamkollegen. Bereits beim ersten Lauf der Saison 2012 erreichte das Trio den siebten Platz. Beim 24-Stunden-Rennen von Le Mans 2012 erzielten die drei Rennfahrer den zwölften Gesamtplatz. Während der Saison wurde Ricardo González einmalig durch seinen Bruder Roberto González jr. vertreten, sodass Zugel am Saisonende zusammen mit Julian den 26. Platz in der Fahrerweltmeisterschaft belegte.
Zugel besaß einen Lotus T125, ein als Kundenprogramm deklariertes experimentelles Formel-1-Fahrzeug, mit dem Lotus die Testrestriktionen in der Formel-1 umgehen wollte.

## Persönliches
Zugel ist verheiratet und hat zwei Kinder. Er lebt in Holmdel, New Jersey, Vereinigte Staaten.

## Statistik

### Karrierestationen
- 2010: ALMS, LMPC (Platz 6)
- 2010: Cooper Tires Prototype Lites Championship, L1 (Platz 23)
- 2011: ALMS, LMPC (Platz 11)
- 2011: Le Mans Series, FLM (Platz 3)
- 2012: FIA-Langstrecken-Weltmeisterschaft (Platz 26)

### Le-Mans-Ergebnisse
| Jahr | Team               | Fahrzeug    | Teamkollege      | Teamkollege  | Platzierung | Ausfallgrund |
| ---- | ------------------ | ----------- | ---------------- | ------------ | ----------- | ------------ |
| 2012 | Greaves Motorsport | Zytek Z11SN | Ricardo González | Elton Julian | Rang 12     |              |

### Sebring-Ergebnisse
| Jahr | Team                    | Fahrzeug    | Teamkollege      | Teamkollege      | Platzierung     | Ausfallgrund |
| ---- | ----------------------- | ----------- | ---------------- | ---------------- | --------------- | ------------ |
| 2010 | Green Earth Team Gunnar | Oreca FLM09 | Gunnar Jeannette | Elton Julian     | Disqualifiziert |              |
| 2011 | Genoa Racing            | Oreca FLM09 | Éric Lux         | Elton Julian     | Rang 27         |              |
| 2012 | Greaves Motorsport      | Zytek Z11SN | Ricardo González | Elton Julian     | Rang 9          |              |
| 2013 | Greaves Motorsport      | Zytek Z11SN | Éric Lux         | Tom Kimber-Smith | Rang 8          |              |

### Einzelergebnisse in der FIA-Langstrecken-Weltmeisterschaft
| Saison | Team               | Rennwagen   | 1   | 2   | 3   | 4   | 5   | 6   | 7   | 8   |
| ------ | ------------------ | ----------- | --- | --- | --- | --- | --- | --- | --- | --- |
| 2012   | Greaves Motorsport | Zytek Z11SN | SEB | SPA | LEM | SIL | SAO | BAH | FUJ | SHA |
| 2012   | Greaves Motorsport | Zytek Z11SN | 9   | 16  | 12  | 20  | 11  | 12  | 14  | 15  |
| 2013   | Greaves Motorsport | Zytek Z11SN | SIL | SPA | LEM | SAO | AUS | FUJ | SHA | BAH |
| 2013   | Greaves Motorsport | Zytek Z11SN |     |     |     | 7   | 9   |     |     |     |